# Lista de deputados estaduais de Minas Gerais da 10.ª legislatura
Esta é uma lista de deputados estaduais de Minas Gerais eleitos para a 10ª Legislatura. São relacionados o nome civil dos parlamentares que assumiram o cargo em 1983, cujo mandato expirou em 1987.

## Composição das bancadas
| Partido | Líder                       | Bancada | Posição  |
| ------- | --------------------------- | ------- | -------- |
| PMDB    | Eurípedes Craide            | 40 / 78 | Governo  |
| PDS     | Cleuber Carneiro            | 37 / 78 | Oposição |
| PT      | João Batista dos Mares Guia | 1 / 78  | Oposição |

## Relação
| Nome                                                  | Partido | Observações |
| ----------------------------------------------------- | ------- | --- |
| Ademir Lucas Gomes                                    | PMDB    | Licenciou-se para ocupar o cargo de Secretário de Estado do Trabalho e Ação Social, sendo substituído por José Moisés Nacif Júnior no período de 10 de maio a 29 de novembro de 1985 e João Jaciel Pereira de 24 de dezembro de 1985 a 13 de maio de 1986. |
| Agostinho Patrús                                      | PDS     | |
| Alcyr Nascimento                                      | PDS     | |
| Álvaro Antônio Teixeira Dias                          | PMDB    | Licenciou-se para ocupar o cargo de Secretário de Estado dos Transportes, sendo substituído por Samir Cecílio no período de 1 de março de 1984 a 12 de julho de 1985. |
| Antônio Alves de Araújo                               | PMDB    | |
| Antônio de Faria Lopes                                | PMDB    | |
| Antônio Milton Salles                                 | PDS     | |
| Armando Gonçalves Costa                               | PMDB    | |
| Artur Fagundes de Oliveira                            | PDS     | |
| Camilo Machado de Miranda                             | PDS     | |
| Cyro de Aguiar Maciel                                 | PDS     | |
| Cleuber Brandão Carneiro                              | PDS     | |
| Clodesmidt Riani                                      | PMDB    | |
| Dalton Moreira Canabrava                              | PMDB    | Licenciou-se para ocupar o cargo de Governador do Estado, sendo substituído por Marcos Wellington de Castro Tito no período de 5 a 20 de novembro de 1985. |
| Delfim de Carvalho Ribeiro                            | PDS     | Licenciou-se para ocupar o cargo de Secretário de Estado da Cultura, sendo substituído por José Mendes Honório no período de 13 de maio a 12 de julho de 1985 e Hélio Pereira de Resende de 13 de julho de 1985 a 13 de maio de 1986. |
| Dênio Moreira de Carvalho                             | PDS     | |
| Domingos Sávio Teixeira Lanna                         | PDS     | |
| Elmo Braz Soares                                      | PMDB    | |
| Euclides Pereira Cintra                               | PDS     | |
| Eurípedes Craide                                      | PMDB    | |
| Felipe Neri de Almeida                                | PMDB    | |
| Fernando Antônio Rainho Thomáz Ribeiro                | PDS     | |
| Fernando Junqueira Reis de Andrade                    | PDS     | |
| Genésio Bernardino de Souza                           | PMDB    | Licenciou-se para ocupar o cargo de Governador do Estado, sendo substituído por José Nélson de Carvalho no período de 19 a 29 de outubro de 1984. |
| Geraldo da Costa Pereira                              | PMDB    | |
| Geraldo dos Reis Ribeiro                              | PMDB    | |
| Geraldo Pereira Sobrinho                              | PMDB    | |
| Gil César Moreira de Abreu                            | PDS     | Licenciou-se para ocupar o cargo de Secretário de Estado das Minas e Energia, sendo substituído por Hélio Pereira de Resende no período de 9 de outubro de 1984 a 12 de julho de 1985 e José Mendes Honório de 3 de setembro de 1985 a 13 de maio de 1986. |
| Hugo Campos                                           | PDS     | |
| Hugo Modesto Gontijo                                  | PMDB    | |
| Jaime Martins do Espírito Santo                       | PDS     | |
| Jairo Magalhães Alves                                 | PMDB    | |
| Jésus Trindade Barreto                                | PDS     | |
| João Batista dos Mares Guia                           | PT      | |
| João Batista Rosa                                     | PDS     | |
| João Carlos Ribeiro de Navarro                        | PDS     | |
| João de Araújo Ferraz                                 | PDS     | |
| João Pedro Gustin                                     | PDS     | |
| João Pinto Ribeiro                                    | PMDB    | |
| José Bonifácio Tamm de Andrada (José Bonifácio Filho) | PDS     | |
| José da Conceição Santos                              | PMDB    | |
| José Ferraz Caldas                                    | PMDB    | |
| José Geraldo de Oliveira                              | PDS     | |
| José Laviola Matos                                    | PDS     | |
| José Maria de Mendonça Chaves                         | PMDB    | |
| José Maria Vaz Borges                                 | PMDB    | |
| José Neif Jabur                                       | PMDB    | |
| José Pereira da Silva                                 | PMDB    | |
| José Santana de Vasconcelos Moreira                   | PDS     | |
| Juarez Quintão Hosken                                 | PDS     | |
| Kemil Said Kumaira                                    | PMDB    | |
| Luiz Alberto Rodrigues                                | PMDB    | Licenciou-se para ocupar o cargo de Secretário de Estado do Planejamento e Coordenação Geral, sendo substituído por José Nélson de Carvalho no período de 10 de maio a 23 de dezembro de 1985 e João Barbosa de 24 de dezembro de 1985 a 13 de maio de 1986. |
| Luiz Otávio Mota Valadares                            | PMDB    | Licenciou-se para ocupar o cargo de Secretário de Estado da Administração, sendo substituído por Pedro Narciso no período de 16 de março de 1983 a 20 de junho de 1985, Marcos Wellington de Castro Tito nos períodos de 21 de junho a 12 de julho de 1985 e de 27 de agosto a 29 de novembro de 1985, e Cleber Lima da Silva a partir de 24 de dezembro de 1985. |
| Luiz Vicente Ribeiro Calicchio                        | PDS     | |
| Manoel Conegundes da Silva                            | PMDB    | |
| Marcos da Cunha Peixoto                               | PDS     | |
| Mário Pacheco                                         | PDS     | |
| Maurício Pádua Souza                                  | PMDB    | Licenciou-se para ocupar o cargo de Secretário de Estado de Obras Públicas, sendo substituído por João Jaciel Pereira no período de 16 de março a 28 de novembro de 1983 e Samir Cecílio de 24 de dezembro de 1985 a 13 de maio de 1986. |
| Milton de Lima Filho                                  | PMDB    | Licenciou-se para ocupar o cargo de Secretário de Estado de Ciência e Tecnologia, sendo substituído por João Barbosa no período de 16 de março a 28 de novembro de 1983 e José Nélson de Carvalho de 24 de dezembro de 1985 a 13 de maio de 1986. |
| Narcélio Mendes Ferreira                              | PDS     | |
| Nílson Gontijo Santos                                 | PMDB    | Renunciou para ocupar o cargo de Conselheiro do Tribunal de Contas do Estado de Minas Gerais, sendo substituído por João Jaciel Pereira a partir de 11 de dezembro de 1986. |
| Otacílio Oliveira de Miranda                          | PDS     | |
| Paulo Eduardo Ferraz                                  | PMDB    | |
| Paulo José de Araújo                                  | PDS     | |
| Paulo Marcos Almada de Abreu                          | PMDB    | |
| Petrônio Luiz Matias                                  | PMDB    | |
| Raimundo Monteiro de Rezende                          | PMDB    | Licenciou-se para ocupar o cargo de Secretário de Estado da Saúde, sendo substituído por Cleber Lima da Silva no período de 10 de maio a 28 de novembro de 1985 e José Moisés Nacif Júnior de 24 de dezembro de 1985 a 13 de maio de 1986. |
| Raimundo Silva de Albergaria                          | PDS     | |
| Roberto Benedito Junqueira                            | PDS     | |
| Roberto Luiz Soares de Mello                          | PDS     | |
| Ronaldo de Azevedo Carvalho                           | PMDB    | |
| Samir Tannús                                          | PDS     | |
| Sebastião Mendes Barros                               | PMDB    | |
| Sérgio Emílio Brant de Vasconcelos Costa              | PMDB    | |
| Silvio Carvalho Mitre                                 | PMDB    | |
| Sylo da Silva Costa                                   | PDS     | |
| Vera Cruz Coutinho                                    | PMDB    | |
| Wainer Carvalho Ávila                                 | PMDB    | |